# Battaglia di Covadonga
La battaglia di Covadonga ebbe luogo nell'estate del 718 o del 722 a Covadonga, nei paraggi di Cangas de Onís, e consentì la sopravvivenza di una roccaforte cristiana nel nord della Spagna. Fu la prima grande vittoria dei Cristiani, guidati dal re delle Asturie Pelagio, nella penisola iberica dopo la conquista della Spagna da parte dei Mori nel 711. Essa è canonicamente e simbolicamente ritenuta come l'inizio della Reconquista spagnola.
Questa vicenda bellica fu consegnata alla tradizione dai cronisti Mozarabi della fine del IX secolo: le testimonianze, però, si intrecciano con le credenze religiose che attribuiscono la vittoria all'intervento della Vergine Maria. Incerta è l'attendibilità delle testimonianze sulla discendenza dai principi visigoti di Pelagio, una versione che probabilmente punta a legittimare la monarchia asturiana come una prosecuzione di quella deposta dall'invasione musulmana.
Secondo la tradizione, sette anni dopo la conquista musulmana della penisola iberica gli asturiani, guidati da Pelagio, si riunirono nel 718 a Cangas de Onís e decisero di ribellarsi al governatore del distretto di León, un berbero chiamato Munuza, rifiutando di pagare le tasse. Ma la rivolta fallì, e Pelagio fu imprigionato e inviato a Cordova. Da qui tornò per una nuova rivolta, stavolta riuscita: vista l'importanza della situazione, l'emiro Ambasa inviò nella zona Al Qama (Alqama) un generale musulmano, con un contingente che secondo la tradizione sarebbe stato composto da 180000 uomini. Le forze dei Mori erano provate dalla battaglia che il 9 giugno li aveva visti sconfitti nella Battaglia di Tolosa, seguito al tentativo di varcare i Pirenei e invadere il regno dei Franchi.

## La versione dei Mozarabi

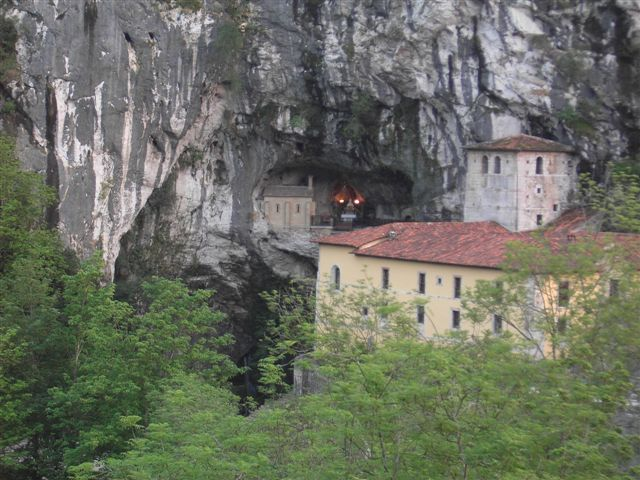
La grotta di Covadonga, rifugio di Don Pelagio

Sono le basi per la battaglia di Covadonga: Pelagio, rifugiatosi sulle montagne, contava su un esercito di 300 uomini, e con questi intraprese una battaglia di attesa, attirando gli avversari in una stretta valle fra i Picos de Europa per evitare lo scontro frontale con le truppe nemiche. Qui, nell'estate del 722, si svolse la battaglia (solo una scaramuccia secondo i Mori), dopo un tentativo di mediazione voluto da Alqama, che inviò un messaggero da Pelagio per chiedergli di arrendersi: le truppe cristiane, guidate dallo stesso Pelagio, attaccarono a sorpresa nella valle gli uomini di Alqama, che morì nella lotta.
Le truppe dei Mori, sconvolte da grandi perdite di uomini, decisero la ritirata verso la Cantabria. Ma le conseguenze della vittoria sulle truppe di Alqama risvegliò le popolazioni dei villaggi asturiani conquistati dai Mori, che uscirono allo scoperto e uccisero centinaia di Mori in fuga. Munuza, saputo della sconfitta, organizzò un'altra forza per sfidare Pelagio, che adesso disponeva di una forza più consistente, vicino all'odierna Proaza. Ma Pelagio vinse un'altra volta, e lo stesso Munuza fu ucciso nel combattimento. Secondo altre fonti, invece, Munuza fuggì per timore di essere ucciso, e lasciò a Pelagio la possibilità di entrare a Gijón senza resistenza. Sono le basi per la costituzione del Regno delle Asturie.

### Il miracolo di Cosgaya
Secondo fonti cristiane, la riduzione del contingente moro sarebbe dovuta a un miracolo: dopo la fuga dalle valli dei Picos de Europa, i Mori, privati del loro capo, fuggirono fra i monti asturiani subendo gli attacchi della resistenza. Per dieci giorni e dieci notti cercarono di fuggire, percorrendo una cinquantina di chilometri fino a Cosgaya: qui, vicino al fiume Deva, il terreno si aprì, inghiottendo i Mori. Pelagio attribuì la vittoria alla protezione della Vergine Maria, dedicandole un altare: la grotta prese così il nome di "Cova Dominica" (grotta della Madonna), in dialetto asturiano Covadonga.

## La versione dei musulmani
Secondo le cronache musulmane questa battaglia si concluse in un altro modo: Pelagio, alla guida di pochi ribelli ("trenta infedeli") che non destavano le preoccupazioni dei musulmani, organizzò la resistenza senza successo. La spedizione, infatti, secondo la versione musulmana, si sarebbe conclusa con una disfatta totale per le truppe asturiane e l'occupazione dell'intero territorio delle Asturie da parte dei musulmani.

## Importanza storica
Comunque sia andata, la battaglia di Covadonga è la prima vittoria dei cristiani di Spagna sui musulmani. Per quanto marginale, questa battaglia, agli occhi degli spagnoli, segna l'inizio della resistenza. Covadonga divenne un simbolo contrapposto all'umiliazione della Battaglia del Guadalete. Alla sconfitta di un'armata islamica nel 722, a un secolo esatto dall'Egira, venne data anche una valenza simbolica che diede inevitabilmente coraggio agli spagnoli e offrì un segnale di crisi per i musulmani.

## Curiosità
Secondo la leggenda, la rivolta di Pelagio contro Munuza sarebbe legata anche a un motivo familiare: il governatore avrebbe preso con la forza la sorella del nobile asturiano, Ormesinda, che nel giorno del matrimonio si sarebbe suicidata avvelenandosi.